# 李乃蘭
李乃蘭（1579年12月27日—？），字汝佩，號明馨，山東登州府招遠縣人，匠籍，明朝政治人物。

## 生平
萬曆三十七年（1609年）己酉科山東鄉試七十五名舉人，三十八年（1610年）聯捷庚戌科三甲一百十九名同进士，大理寺觀政。萬曆三十九年（1611年）二月，授四川敘州府隆昌縣知縣，四月告歸。改安慶府學教授。次年，陞國子監博士。萬曆四十二年（1614年）陞戶部山西司主事。萬曆四十五年（1617年）陞郎中、蓟州管粮，萬曆四十七年（1619年）三月，出知真定府。次年二月，改任辽东东宁道兵备参议。天啟元年（1621年）四月，起复山西布政使司参议，监天津军事，升广宁道（今遼寧北鎮）副使。不久，因担忧国事而卒。

## 家庭
曾祖李偉春，德府奉祠；祖父李梅，都司經歷；父李其紳，廩生。母溫氏，慈侍下。兄李之華、李乃芝（廩生）、李澤（典史）、李運（序班）、李篤培（鄉會同榜）、李邁（庠生）。弟李完真（廩生）、李乃蕙（庠生）、李暹（庠生）、李乃葵（廩生）、李遐（庠生）、李篤祐（庠生）、李完衷（庠生）、李遜（廩生）、李篤生（庠生）、李篤行。子李昺、李晟、李昴、李勗、李恭。子李日成，为崇祯十三年（1640年）同进士。